# Alfredo Porzio
Alfredo Jose Antonio Eugenio Porzio  (født 31. august 1900 i Buenos Aires, død 14. september 1976) var en argentinsk bokser som deltog i de olympiske lege 1924 i Paris.
Porzio vandt en bronzemedalje i boksning under Sommer-OL 1924 i Paris. Han kom på en tredje plads i vægtklassen Sværvægt. Der var 15 boksere fra 11 lande i vægtklassen. Porzio tabte i semi-finalen til Otto von Porat fra Norge som senere vandt finalen over Søren Petersen fra Danmark.